# 달집
《달집》은 3막 4장으로 구성된 노경식(盧炅植)의 작품이다. 1971년 '국립극단' 공연. 임영웅(林英雄) 연출. 백성희(白星姬) 주연.  이 작품은 한국의 토착적 인간상을 부각시켜 보려고 했다는 점, 한국농촌에서 흔히 볼 수 있는 인물을 전형화(典型化)하는데 성공했다는 점, 사용된 전라도 사투리의 대사가 작가가 표현하고자 하는 인물의 생활과 의지에 완전히 일치되고 있다는 점에서 문제작이 되었다.  1951년 음력 대보름을 전후한 남원(南原) 가까운 산골, 성간난 노파는 작은 아들 창보(그의 처는 호열자로 죽었다)와 큰손자 원식의 처인 순덕 모자를 데리고 살고 있다. 노파의 남편은 3·1 운동 때 헌병대에 끌려갔다 나와 죽었고, 큰아들은 일제 때 징용에 끌려가서 죽었다. 간난 노파(老婆)의 보람은 군대에 간 원식이 허리를 다쳐 곧 돌아온다는 것과, 멋 모르고 빨치산이 된 작은 손자 만식의 무사귀가이다. 그러나 만식은 간밤에 이웃 마을에서 피살되고, 이어 습격한 빨치산들에 창보와 순덕이 납치된다. 그들은 다음날 돌아오지만 순덕은 이미 욕을 당한 뒤였다. 간난 노파는 이를 불용납, 단호히 그녀의 가출을 명한다. 창보는 이를 완강히 반대,모자 싸움 끝에 간난 노파가 남편 면회를 갔다 헌병대에서 젖을 보인 일, 만주에서 돌아오다 자기의 처가 로스께 놈한테 욕을 당한 것을 노파가 용서 못해 처가 기어이 약을 먹고 자살한 것을 호열자로 죽었다고 조작한 일 등을 폭로하고 뛰쳐 나간다. 잠시 후 원식이 봉사가 되어 돌아오자 이튿날 순덕이 목매달아 죽는다. 하지만 노파는 요지부동, 곧 새봄이 오면 서둘러야 할 농사일을 먼저 채비한다.  한국적 여인상(女人像)을 3대에 걸친 시대에 배치시킨 착안과 노파의 완고한 보수성을 한국여인의 생명의 원천으로 파악한 작가의 의도는 높이 살 만하다.